# Osebne pravice
Osebnostne pravice/Personality rights , se nanaša na »Pravico javnosti«. Pravico javnosti je mogoče opredeliti kot pravico posameznika da nadzira komercialno uporabo njegovega imena, slike, podobnost ali drug nedvoumni vidike lastne identitete. Zato na splošno velja lastninska pravica in ne osebna pravica, in kot taka veljavnost »Pravica javnosti« lahko preživi smrt posameznika (v različnih stopnjah glede na pristojnosti). V Združenih državah Amerike je Pravica do odnose z javnostmi državni zakon.